# Lepoglava
Lepoglava je grad u Hrvatskoj.

## Gradska naselja
Lepoglava se sastoji od 16 naselja, to su: Bednjica, Crkovec, Donja Višnjica, Gornja Višnjica, Jazbina Višnjička, Kamenica, Kamenički Vrhovec, Kameničko Podgorje, Lepoglava, Muričevec, Očura, Viletinec, Vulišinec, Zalužje, Zlogonje i Žarovnica.

## Zemljopis
Lepoglava je grad koji se nalazi u Hrvatskom zagorju.

## Stanovništvo
Grad Lepoglava na popisu 2011. godine imala je 8283 stanovnika, a naselje Lepoglava 4174 stanovnika.
| broj stanovnika | 4927  | 6379  | 6863  | 7807  | 8493  | 9421  | 10106 | 10686 | 10861 | 11003 | 10766 | 10126 | 9576  | 8935  | 8718  | 8283  | 6945  |
|                 | 1857. | 1869. | 1880. | 1890. | 1900. | 1910. | 1921. | 1931. | 1948. | 1953. | 1961. | 1971. | 1981. | 1991. | 2001. | 2011. | 2021. |

| broj stanovnika | 1442  | 2397  | 2595  | 2793  | 3142  | 3408  | 3980  | 4250  | 3578  | 3637  | 3816  | 3749  | 3786  | 3781  | 4084  | 4174  | 3400  |
|                 | 1857. | 1869. | 1880. | 1890. | 1900. | 1910. | 1921. | 1931. | 1948. | 1953. | 1961. | 1971. | 1981. | 1991. | 2001. | 2011. | 2021. |

## Uprava
Bivši gradonačelnik grada Lepoglave je Marijan Škvarić, dok je njegov zamjenik Hrvoje Kovač.
Trenutni gradonačelnik je Željko Šoštarić.

## Povijest
Lepoglava se nalazi nedaleko dviju trasa europskih autocesta: Zagreb – Graz te Zagreb – Budimpešta. Kolijevka je znanosti, umjetnosti i kulture, koju su stvarali pavlini, već od 1400. godine.
Ime Lepoglava (Lepoglawa) u dokumentima prvi put se spominje 1399. godine, a već sljedeće 1400. godine grof i ban Herman II. Celjski osniva samostan pustinjaka sv. Pavla "sub" Lepoglava, što se najvjerojatnije odnosi na srednjovjekovni grad na brdu, gdje se nalazi crkvica sv. Ivana.
Pavlinski samostan postaje kolijevkom kulturno – prosvjetnog i znanstvenog rada. Već 1503. godine osnovan je seminar pavlinskog reda, koji 1582. prerasta u gimnaziju; 1656. uveden je studij filozofije, nešto kasnije i teologije, a 1674. godine posebnom odlukom Leopolda I. i pape Klementa X., pavlini dobivaju dozvolu za dodjelu doktorata iz filozofije i teologije.
U Lepoglavi je obranjeno oko 75 doktorskih disertacija (koliko je do danas istraženo) pa je Lepoglava s pravom stekla status prvog hrvatskog sveučilišta.
Rad Lepoglavskih pavlina bio je raznovrstan i bogat: bili su stvaraoci hrvatske knjige, odgojitelji, savjetnici, kipari, slikari, promicatelji umjetnosti i kulture i ostavili su neizbrisiv trag u životu Hrvatske. Povrh svega dijelili su sudbinu hrvatskog naroda – bili su veliki rodoljubi.
Među brojnim pavlinima mnogo je onih, koji zaslužuju da ih se spominje i pamti. To su: Hilarion Gašparoti, Nikola Ranger, Ivan Krištolovec, Andrija Egger i drugi.
No, najznačajniji su, svakako Ivan Belostenec, autor Gazophylaciuma (“kinčene komore, ali nešto gdje je spravljen kinč “) – riznice leksičkog blaga. Ivan Ranger, barokni slikar, koji je oslikao kapelu sv. Ivana na Gorici, sv. Jurja u Lepoglavskoj Purgi, Kamenici, Višnjici, te središnji samostan i župnu crkvu u Lepoglavi, pa je lepoglavska crkva svojevrsna galerija Rangerova stvaralaštva.
Ivan Belostenec i Ivan Ranger pavlini su baroknog duha i izraza – riječju i likovnim izrazom.
Izuzetna djelatnost pavlina prekinuta je 1786. godine ukidanjem pavlinskog reda, ukazom Josipa II. zamire sav kulturni i znanstveni rad, a pavlini su iz Lepoglave prognani.
Sredinom 19. stoljeća, točnije 1854., pavlinski samostan pretvoren je u kaznionicu koja je i danas središnja kaznionica Hrvatske. Tijekom Drugog svjetskog rata, tamo je bio logor Lepoglava.
Tek 2001. godine, nakon stoljeća i pola, pavlinski kompleks odijeljen je od kaznioničkog i predan u vlasništvo i upravi Biskupiji varaždinskoj.
Kaznioničko razdoblje od 30.-ih do 90.-ih godina 20. stoljeća, obilježeno je velikim povijesnim događajima i političkim previranjima.
Između dva rata tu su robijali komunisti: Josip Broz Tito, Moša Pijade, Rodoljub Čolaković, Radivoje Davidović, Mihajlo Javorski i dr. Za vrijeme drugog svjetskog rata u lepoglavskom zatvoru stradalo je oko 2000 ljudi, a 1970-ih godina, odnosno posljednjih trideset godina u lepoglavskoj tamnici zatočeni su bili hrvatski proljećari: dr. Šime Đodan, dr. Hrvoje Šošić, pjesnik i mislilac Vlado Gotovac, hrvatski sveučilištarci Dražen Budiša, Dobroslav Paraga, Ivan Zvonimir Čičak, te dr. Franjo Tuđman, prvi predsjednik samostalne Hrvatske. Tu je teške dane tamnovanja proveo blaženi kardinal Alojzije Stepinac.
Demokratske promjene i proglašenje slobodne i neovisne Hrvatske, omogućuje potpuno nov odnos prema Lepoglavi, vrijednostima Lepoglave, posebno prema njezinoj izuzetno bogatoj prošlosti.

## Gospodarstvo
Lepoglava se smjestila pored šume i planine Ivanščice. U gradu se nalazi zatvor.

## Poznate osobe
- Ivan Belostenec (1593. ili 1594. – 1675.), redovnik pavlin, jezikoslovac i leksikograf
- Ivan Krištolovec (1658. – 1730. - pavlin, prevodilac i pisac povijesti pavlinskih samostana u Hrvatskoj
- Nikola Benger (1695. – 1766. - pavlinski pisac i povjesničar
- Milan Šufflay (1879. – 1931.), povjesničar, poliglot, jedan od utemeljitelja albanologije, autor prvoga hrvatskog znanstvenofantastičnog romana, mučenik
- Ivan Ranger (1700. – 1753.), slikar
- Aleksije Königer, pavlinski kipar, graditelj lepoglavske porlovjedaonice i pet oltara u pavlinskoj crkvi
- Franjo Galović (1690. – 1728.), svećenik, pisac, profesor
- Ladislav Šaban (1918. – 1985.) - hrvatski znanstvenik i glazbeni pedagog
- Branko Posavec, vinar
- Gabrijel Horvat, slikar
- Vilko Zuber, umjetnički fotograf[5]

## Spomenici i znamenitosti
- U Lepoglavi je otvorena prva gimnazija u Hrvatskoj, 1656. uveden je studij filozofije, nešto kasnije i teologije, a 1674. godine posebnom odlukom Leopolda I i pape Klementa X, pavlini dobivaju dozvolu za dodjelu doktorata iz filozofije i teologije.1854. ovdje su djelovali pavlini od kojih se naučila i izrada svjetske poznate lepoglavske čipke, također je postojao samostan koji se sada preuređuje.2001. godine pavlinski kompleks predan je u vlasništvo i upravi Biskupije varaždinskoj.Pavlinski samostan pretvoren je u kaznionicu koja je i danas središnja kaznionica Hrvatske.
- Lepoglava (tamnica)
- Lepoglavska čipka

## Kultura
Festival čipke u Lepoglavi održava se svake godine u jesen, od 1997. godine.

## Šport
- NK Lepoglava

Jedan od najvažnijih sportova u Lepoglavi je rukomet koji igra sve više mladih. Ističe se rukometni klub Concordia koji djeluje od 1956. do danas. (lat. concordia = sloga).

### USR "Sport za sve" Lepoglava
Udruga Sport za sve nasljednik je Društva za sport i rekreaciju Partizan koje je 1952. godine osnovao Josip Putar (1929. – 2003.), a koje je do današnjih dana poznato po svim oblicima rekreativnog športa u Gradu. Josip Putar bio je inicijator izgradnje mreža sportskih objekata na području bivše Općine Ivanec, a u Lepoglavi je ostvario vizionarsku ideju izgradnje Sportsko rekreacijskog centra. Sportski dom, stara športska dvorana, dugi je niz godina športašima i rekreativcima bila jedini športski objekt koji se koristio u zimskom periodu.
Josip Putar i njegovo Društvo „Partizan“ bili su organizatori prvih Seoskih sportskih igara 1954. godine i 1. festivala sportske rekreacije na selu 1990. godine, niza većih i manjih manifestacija u atletici (Trka Lepoglava – Jalkovec 13 puta, trka Rangerovim putevima, Trka oslobođenja Lepoglave…). Značajniji pomaci postignuti su u sportskoj rekreaciji ( Mjesni odbori, radne organizacije, škole…), skijanju i svim drugim športovima koji su egzistirali u Lepoglavi.
Prema Statutu donesenom 1998. godine: „Udruga za sportsku rekreaciju je dobrovoljna udruga građana koja pruža građanima svih uzrasta mogućnost da putem redovnog ili povremenog vježbanja ostvaruje interese i potrebe za aktivnosti koje doprinose očuvanju zdravlja i postizanju psihofizičkih sposobnosti.“
Udruga za sportsku rekreaciju „Sport za sve“ članica je Zajednice športskih udruga grada Lepoglave i aktivno sudjeluje u njenom radu. Članica je i Hrvatskog saveza sportske rekreacije, te aktivno sudjeluje i u njegovu radu. Unutar udruge djeluje i trkačka sekcija koja aktivno sudjeluje na maratonima.
Udruga djeluje na području grada Lepoglave pod nazivom „Udruga za sportsku rekreaciju „Sport za sve“ Lepoglava“. Skraćeni naziv glasi: USR „Sport za sve“. Sjedište Udruge je u Lepoglavi.

## Vanjske poveznice
- Grad Lepoglava
- Turistička zajednica grada Lepoglave
- Župa Lepoglava  Arhivirana inačica izvorne stranice od 6. travnja 2012. (Wayback Machine)
- Crkva Sv. Marije  Arhivirana inačica izvorne stranice od 8. studenoga 2021. (Wayback Machine)
- Kaznionica u Lepoglavi  Arhivirana inačica izvorne stranice od 6. svibnja 2021. (Wayback Machine)
- Povijest kaznionice  Arhivirana inačica izvorne stranice od 5. studenoga 2021. (Wayback Machine)
- Čipkarski festival u Lepoglavi  Arhivirana inačica izvorne stranice od 5. studenoga 2021. (Wayback Machine)